# Steen Horst
Steen Horst (født 1950), fagforeningsleder og politiker (Folkebevægelsen mod EU). 
Steen Horst er næstformand for 3F Odense Transport, og han er formand for Lager- og Handelsbranchen. Tidligere suppleant til SIDs hovedbestyrelse. I 2008 opstillede Folkebevægelsen mod EU ham som kandidat til Europa-Parlamentet. Han nedlagde sit kandidatur i slutningen af februar 2009.